# Марк Стeнли
Марк Роберт Спaит, професионално познат као Марк Стeнли, енглески је глумац. Најпознатији је по улогама у Игри престола, Дикенсијану, и као Роб Хепворт у трећој серији Би-Би-Сијеве драме Срећна долина.

## Рани живот и образовање
Марк Роберт Спaит рођен је у Лидсу. Похађао је средњу школу Алертон и гимназију принца Хенрија, Отли, где је почео да глуми. Дипломирао је на Гвиндал Школи Музике и Драме 2010.

## Филмографија

### Филм
| Година | Наслов                     | Улога              |
| ------ | -------------------------- | ------------------ |
| 2013   | Како живим сада            | Чејсинг Ман        |
| 2014   | Г. Турнер                  | Кларксон Фатјнфелд |
| 2014   | Кајаки                     | Тегљач             |
| 2015   | Ратови звезда: Буђење силе | Витез од Рена      |
| 2016   | Наша врста издајника       | Оли                |
| 2017   | Еупхорија                  | Брајан             |
| 2017   | Мрачна Река                | Џо Бел             |
| 2019   | Хелбој                     | Артур              |
| 2019   | Трчи                       | Фини               |
| 2020   | Сумпор и бело              | Давид Тејт         |
| 2023   | Насељеници                 | Алекандер МекЛенан |

### Телевизија
| Година    | Назив                             | Улога            | Напомене                  |
| --------- | --------------------------------- | ---------------- | ------------------------- |
| 2011–14   | Game of Thrones                   | Грен             | 22 епизоде                |
| 2015–16   | Dickensian                        | Бил Сајкс        | 14 епизоде                |
| 2017      | Broken                            | ПЦ Ендрз Пауел   | 5 епизоде                 |
| 2017      | Love, Lies and Records            | Џејмс            | 6 епизоде                 |
| 2017      | Little Women                      | Професор Баер    | 1 епизоде                 |
| 2018      | The Little Drummer Girl           | Артур А. Халоран | 1 епизода                 |
| 2019–20   | Criminal: UK                      | ДЦ Хјуго Дафи    | 4 епизоде                 |
| 2019      | Sanditon                          | Лорд Бабинфтон   | 8 епизода                 |
| 2019      | Elizabeth Is Missing              | Франк Џефорд     | TV филм                   |
| 2020      | White House Farm                  | Колин Кафел      | TV мини-серија            |
| 2020      | <i id="mwxA">Honour</i>           | ДС Енди крејг    | TV мини-серија; 2 епизоде |
| 2021      | Anne Boleyn                       | Хенри осми       | мини-серија               |
| 2021      | The Bay                           | Њарен прајс      | Серија 3                  |
| 2022-2024 | Trigger Point                     | Ди Том Јангблад  | 12 епизода                |
| 2022      | The Thief, His Wife and the Canoe | Марк Дарвин      | Miniseries; 4 episodes    |
| 2023      | Happy Valley                      | Роб Хепцорт      | Series 3; 6 episodes      |
| 2023      | The Reckoning                     | Ден Дејвис       | Mini-series; 4 episodes   |